# Heteroonops
Heteroonops là một chi nhện trong họ Oonopidae.